# 熱血飲料
熱血飲料（ねっけついんりょう）は、1991年よりサントリーフーズから発売されていた清涼飲料水である。

## 概要
白地に赤い稲妻状の塗り分けが施されていた缶容器を採用していた。またカロリー燃焼成分とうたわれたオクタコサノールを含み、少し赤味がかった液色をしていた。味はのちの後続商品DAKARAと類似しており、成分自体も同じく類似している。

## イメージキャラクター
発売1年目に奥田古佐典（おくたこさのり、オクタコサノールより）なる新聞記者の青年が熱血飲料を飲むことで「熱血キッド」に変身、巨大な悪の組織に敢然と立ち向かうという、古典ヒーローを髣髴とさせるイメージキャラクターを採用し、東京バナナボーイズの歌う主題歌（CMソング）『熱血キッドの唄』とともに話題となった。

奥田古佐典（熱血キッド）を唐沢寿明、ヒロイン“かすみ”を中村通代、悪の大魔王ドクトル・ド・ツィータ・ルドを麿赤児が演じた。

## 熱血キッドの唄
「熱血キッドの唄」（ねっけつキッドのうた）は、「熱血飲料」のCM主題歌として発売したシングル。CD番号はKTDR-2014。

### 解説
CDジャケットの表面には熱血キッドが全面にフィーチャーされ、裏面には登場キャラクターと愛機・熱血号の設定がCMからの画像と共に紹介されている。

### 収録曲
1. 熱血キッドの唄
作詞・作曲・編曲・演奏・歌：東京バナナボーイズ
2. 熱血キッドの唄［カラオケ］
3. サントリー熱血飲料CM主題歌　30秒バージョン/15秒バージョン

## 熱血RIDE ON!
「熱血RIDE ON!」（ねっけつらいどおん）は、「熱血飲料」の発売2年目のCMソングとして発売したシングル。CD番号はHBDL-1014。

### 解説
砂漠に「熱血飲料」の缶にプリントされている赤い稲妻のようなマークが突き立っているイラストがジャケットである。

### 収録曲
1. 熱血RIDE ON!
作詞・作曲・編曲・演奏・歌：東京バナナボーイズ
2. ENERGY(日本民間放送連盟「放送広告の日」ラジオキャンペーンソング)
作詞・作曲・編曲・演奏・歌：東京バナナボーイズ
3. 熱血RIDE ON!［カラオケ］
4. ENERGY［カラオケ］

## 関連商品
- 鉄骨飲料 - 同商品のCMソング『鉄骨娘』『風の鉄骨娘』も東京バナナボーイズが手掛けた。